# Bourem-Inaly
Bourem-Inaly è un comune rurale del Mali facente parte del circondario di Timbuctù, nella regione omonima.
Il comune è composto da 9 nuclei abitati:
- Arnasseye
- Bélléssao–Djandjina
- Bélléssao–Zeina
- Berregoungou
- Bourem–Inaly
- Héwa
- Hondoubomo Abbaber
- Kel–Inacharia
- Milala